# 烧锅营子乡
烧锅营子乡，是中华人民共和国辽宁省朝阳市建平县下辖的一个乡镇级行政单位。

## 行政区划
烧锅营子乡下辖以下地区：
烧锅营子村、化匠沟村、木头营子村、乌克朝村、车杖子村和毕杖子村。